# Hidrografía de Andalucía

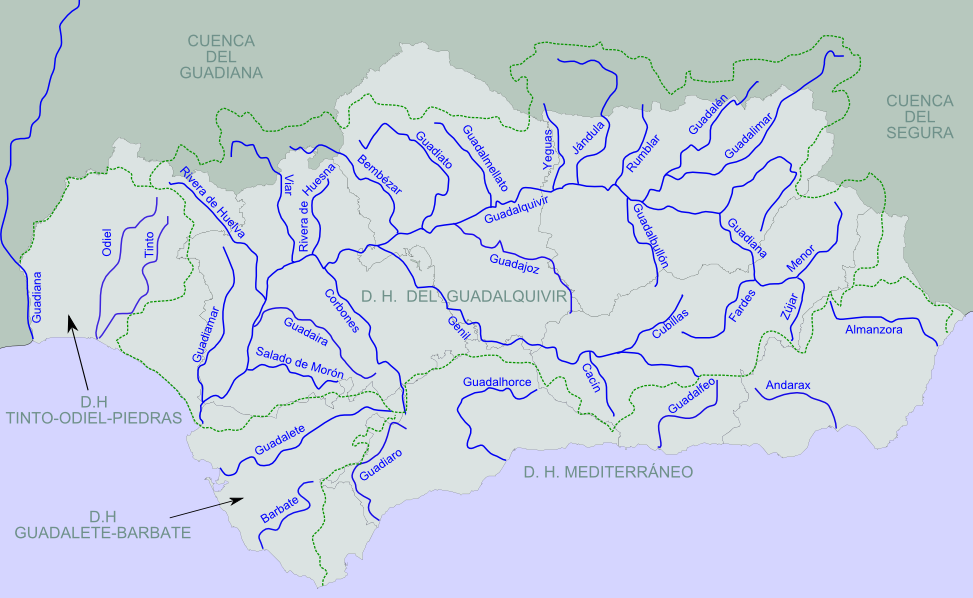
Ríos y cuencas de Andalucía.

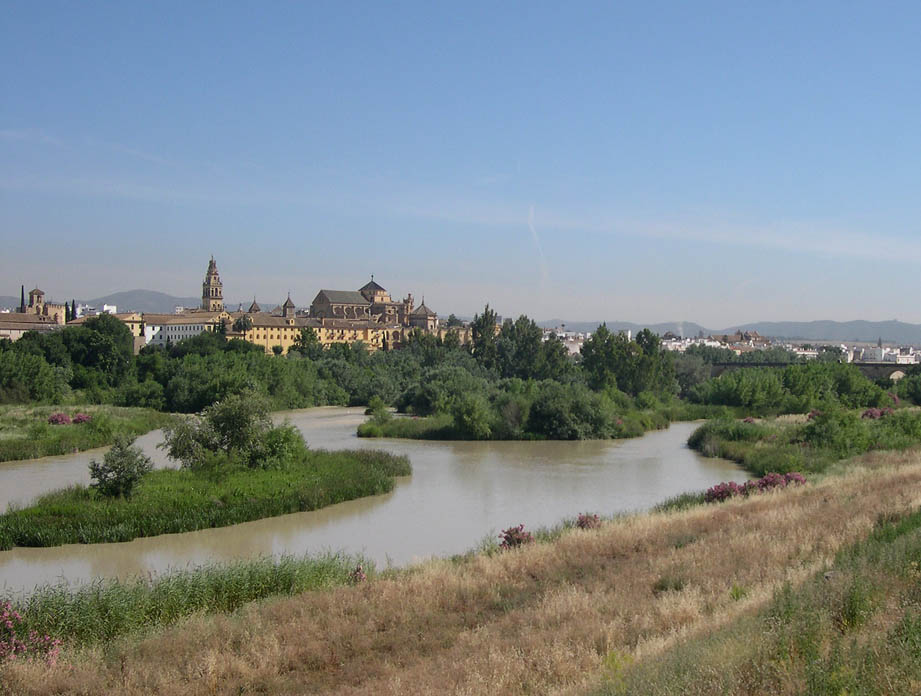
El Guadalquivir a su paso por Córdoba.

Por Andalucía discurren ríos de la vertiente atlántica y de la mediterránea. A la vertiente atlántica pertenecen los ríos Guadiana, Piedras, Odiel, Tinto, Guadalquivir, Guadalete y Barbate; mientras que a la vertiente mediterránea corresponden el Guadiaro, Guadalhorce, Guadalmedina, Guadalfeo, Andarax (o río Almería) y Almanzora. Entre ellos, el Guadalquivir destaca por ser el río más largo de Andalucía y el quinto de la península ibérica (657 km).
Los ríos de la cuenca atlántica se caracterizan por ser extensos, discurrir en su mayor parte por terrenos llanos y regar extensos valles. Este carácter determina los estuarios y las marismas que se forman en sus desembocaduras, como las marismas de Doñana formadas por el río Guadalquivir, y las marismas del Odiel. Los ríos de la cuenca mediterránea son más cortos, más estacionales y con más pendiente media, lo que provoca unos estuarios menos extensos y valles menos propensos a la agricultura. El efecto de sotavento que provocan los Sistemas Béticos hace que sus aportes sean reducidos. En general los ríos de esta cuenca, permanecen secos gran parte del año, pero cuando caen las lluvias torrenciales típicas de otoño son incapaces de evacuarlas pausadamente y se desbordan, causando grandes destrozos. En los márgenes de sus cursos bajos y en sus pequeños deltas se ubican las fértiles, aunque inseguras, vegas costeras de la costa mediterránea. <
Los ríos andaluces se enmarcan en seis distritos hidrográficos distintos:
- Demarcaciones hidrográficas intercomunitarias

- Demarcación Hidrográfica del Segura
- Demarcación Hidrográfica del  Guadalquivir
- Demarcación Hidrográfica del Guadiana

- Demarcaciones hidrográficas intracomunitarias

- Ámbito territorial y físico de la Demarcación Hidrográfica del Guadalete y Barbate
- Ámbito territorial y físico de la Demarcación Hidrográfica del Tinto, Odiel y Piedras
- Ámbito territorial y físico de la Demarcación Hidrográfica de las Cuencas Mediterráneas Andaluzas